# Cornelis Hendrik van Bemmel

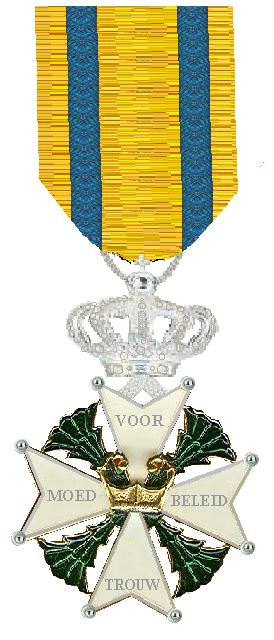
MWO

Cornelis Hendrik van Bemmel (Harmelen, 14 augustus 1912 – Assen, 21 maart 1945) was in het verzet tijdens de Tweede Wereldoorlog.
Op 28 juni 1932 werd Van Bemmel vrijwillig soldaat bij het het Wapen der Cavalerie; op 17 april 1938 werd hij tot wachtmeester bevorderd.

## De oorlogsjaren
Eind 1941 gingen Van Bemmel met W.C. Melius op verzoek van Nederlandse vice-consul en vervolgens directeur van het Office Néerlandais Joop W. Kolkman naar Robert de Schrevel. Dit was een Belg, van 1939 - 1942 in dienst van de Franse inlichtingendienst, met als schuilnaam Roger De Saule, en hij was vanaf september 1939 adjunct-luchtvaartattaché bij het Franse gezantschap in Den Haag. Van Bemmel kreeg Ffrs.1000 reisgeld en zou een opdracht in Nederland moeten uitvoeren, mogelijk om zijn betrouwbaarheid te testen.
Later kwam hij bij de Britse inlichtingendienst (MI6). In de nacht van 5 op 6 oktober 1944 werd hij als marconist gedropt bij Orvelte in Drenthe. Sindsdien zond hij voor Karel August Mans van de Packard groep radioboodschappen naar Engeland.
Van Bemmel werd op 21 maart 1945 gedetecteerd. Bij zijn arrestatie bood hij weerstand en schoot op de Duitsers, waarbij hij enkele vijanden om het leven bracht. Ten slotte werd hij zelf neergeschoten. Hij ligt begraven op de Erebegraafplaats in Loenen.
Hij opereerde o.a. onder de namen Frederik, IJsberg, Carel Bezard, G. Witteveen en Hendrik Jan Zegwaard.

## Onderscheiding en herinnering
Postuum kreeg Van Bemmel op 30 augustus 1948 de Militaire Willems-Orde (MWO.4). Zijn naam staat vermeld op de Erelijst van Gevallenen 1940-1945. Op 4 mei 2015 werd in Harmelen een monument voor Van Bemmel onthuld door Ridder MWO, Majoor Marco Kroon en burgemeester Victor Molkenboer.